# لایتنینگ (فاینال فانتزی)
لایتنینگ (ライトニング Raitoningu) با نام اصلی کلر فارون (به انگلیسی: Claire Farron) یک شخصیت ساختگی در مجموعه بازی‌های فاینال فانتزی که توسط شرکت اسکوئر انیکس ساخته شده‌است. او شخصیت اصلی نسخه فاینال فانتزی ۱۳ است و در فاینال فانتزی ۲–۱۳ نقش کمرنگی دارد و دوباره در بازی بازگشت لایتنینگ: فاینال فانتزی ۱۳ که روایات قسمت قبلی را دنبال می‌کند به عنوان تنها نقش اصلی بازی حضور دارد. او شخصیتی سرد و جدی دارد و پس از مرگ والدینش برای قوی‌تر شدن از نام مستعار لایتنینگ به جای نام اصلی خود استفاده می‌کند. اسلحه او یک شمشیر ترکیبی با تفنگ است که به صورت اتوماتیک بین شمشیر و تفنگ عوض می‌شود.
شخصیت لایتنینگ توسط موتومو توریاما خلق و بوسیله تتسویا نمورا طراحی شده‌است. لایتنینگ به عنوان دومین شخصیت اصلی مؤنث تمام مجموعه بازی‌های فاینال فانتزی بعد از ترا برنفورد از فاینال فانتزی ۶ قرار دارد.

## داستان
لایتنینگ در کودکی پدر خود، و در ۱۵ سالگی مادرش را که دچار یک بیماری ناشناخته شده بود از دست داد. دیگر کسی را نداشت که به آن تکیه کند به غیر از خواهر کوچکتر خود سِرا. برای غلبه بر درد و سختی‌های بعد از مرگ والدینش و برای اینکه به سرعت تبدیل به یک فرد بالغ شود، نام خود را از کلر فارون به لایتنینگ تغییر داد. پس از اینکه از دبیرستان فارغ‌التحصیل شد به نگهبان امنیتی سپاه بادهام زیر نظر ستوان آمودار پیوست، جایی که او تبدیل به یک گروهبان شد و پس از آن به آموزش افسری پرداخت. در این هنگام بود که او تمام وقت خود را صرف کار کرده و کمتر زمانی برای خواهر کوچکتر خود اختصاص می‌داد.